# Монте-Сан-Віто
Монте-Сан-Віто (італ. Monte San Vito) — муніципалітет в Італії, у регіоні Марке,  провінція Анкона.
Монте-Сан-Віто розташоване на відстані близько 210 км на північ від Рима, 20 км на захід від Анкони.
Населення — 6888 осіб (2014).
Щорічний фестиваль відбувається 15 червня. Покровитель — святий Віт Martire.

## Демографія
Населення за роками:

Станом на 1 січня 2023 року в муніципалітеті офіційно проживали 254 іноземці з 39 країн, серед них 134 громадяни країн Євросоюзу та 9 громадян України.

## Сусідні муніципалітети
- К'яравалле
- Єзі
- Монсано
- Монтемарчіано
- Морро-д'Альба
- Сан-Марчелло
- Сенігаллія